# پیز اول
پیز اول (به لاتین: Piz Aul) یک کوه در سوئیس است که در کانتون گراوبوندن واقع شده‌است. پیز اول ۳٬۱۲۱ متر بالاتر از سطح دریا واقع شده‌است.